# San Javier, Puebla
San Javier är en ort i Mexiko.   Den ligger i kommunen Acajete och delstaten Puebla, i den sydöstra delen av landet, 130 km öster om huvudstaden Mexico City. San Javier ligger 2 494 meter över havet och antalet invånare är 133.
Terrängen runt San Javier är kuperad åt nordost, men åt sydväst är den platt. Terrängen runt San Javier sluttar söderut. Runt San Javier är det tätbefolkat, med 266 invånare per kvadratkilometer. Närmaste större samhälle är Amozoc de Mota, 13,3 km sydväst om San Javier. Trakten runt San Javier består till största delen av jordbruksmark.